# Liste der Bodendenkmäler in Arnbruck
Auf dieser Seite sind die Bodendenkmäler in der niederbayerischen Gemeinde Arnbruck zusammengestellt. Diese Tabelle ist eine Teilliste der Liste der Bodendenkmäler in Bayern. Grundlage ist die Bayerische Denkmalliste, die auf Basis des Bayerischen Denkmalschutzgesetzes vom 1. Oktober 1973 erstmals erstellt wurde und seither durch das Bayerische Landesamt für Denkmalpflege geführt wird. Die folgenden Angaben ersetzen nicht die rechtsverbindliche Auskunft der Denkmalschutzbehörde.

## Bodendenkmäler der Gemeinde Arnbruck

### Bodendenkmäler im Ortsteil Arnbruck
| Lage                | Objekt | Akten-Nr.     | Bild |
| ------------------- | --- | ------------- | ---- |
| Arnbruck (Standort) | Siedlung vor- und frühgeschichtlicher oder mittelalterlich-frühneuzeitlicher Zeitstellung. | D-2-6843-0005 |      |
| Arnbruck (Standort) | Mittelalterlich-frühneuzeitliche Ackerterrassen. | D-2-6843-0006 |      |
| Arnbruck (Standort) | Untertägige Befunde des Mittelalters und der frühen Neuzeit im Bereich der Katholischen Pfarrkirche St. Bartholomäus mit zugehörigem, ummauerten Friedhof in Arnbruck, darunter die Spuren von Vorgängerbauten bzw. älteren Bauphasen. | D-2-6843-0023 |      |
| Arnbruck (Standort) | Untertägige Befunde der frühen Neuzeit im Bereich der Kapelle Maria Heimsuchung (Frauenkapelle) in Arnbruck, darunter die Spuren von Vorgängerbauten bzw. älteren Bauphasen.                                                           | D-2-6843-0024 |      |
| Arnbruck (Standort) | Untertägige Befunde der frühen Neuzeit im Bereich der Evang.-luth. Kapelle St. Vitus in Arnbruck, darunter die Spuren von Vorgängerbauten bzw. älteren Bauphasen.                                                                      | D-2-6843-0025 |      |
| Arnbruck (Standort) | Untertägige Befunde der frühen Neuzeit im Bereich der Steinkreuzkapelle zwischen Thalersdorf und Arnbruck, darunter die Spuren des abgegangenen Vorgängerbaus.                                                                         | D-2-6843-0035 |      |
| Arnbruck (Standort) | Mittelalterlicher Turmhügel. | D-2-6844-0001 |      |

### Bodendenkmäler im Ortsteil Niederndorf
| Lage                   | Objekt                                                                            | Akten-Nr.     | Bild |
| ---------------------- | --------------------------------------------------------------------------------- | ------------- | ---- |
| Niederndorf (Standort) | Untertägige Befunde der frühen Neuzeit im Bereich der Ortskapelle in Niederndorf. | D-2-6843-0031 |      |